# Wuppertalbahn
| Strecke                                                                                             |      | von Wuppertal-Oberbarmen                                                       | von Wuppertal-Oberbarmen                                                       |
| Dienststation / Betriebs- oder Güterbahnhof                                                         | 20,7 | Wuppertal-Rauenthal                                                            | Wuppertal-Rauenthal                                                            |
| Abzweig geradeaus und nach rechts                                                                   |      | nach Opladen                                                                   | nach Opladen                                                                   |
| ehemalige Blockstelle                                                                               | 20,0 | Enka Oehde (Anst)                                                              | Enka Oehde (Anst)                                                              |
| ehemaliger Haltepunkt / Haltestelle                                                                 | 19,3 | Wuppertal-Öhde                                                                 | Wuppertal-Öhde                                                                 |
| ehemalige Blockstelle                                                                               | 18,6 | Vorwerk & Co (Anst)                                                            | Vorwerk & Co (Anst)                                                            |
| ehemaliger Haltepunkt / Haltestelle                                                                 | 18,4 | Wuppertal-Laaken                                                               | Wuppertal-Laaken                                                               |
| ehemalige Blockstelle                                                                               | 17,4 | Schnakenberg Kemna (Anst)                                                      | Schnakenberg Kemna (Anst)                                                      |
| ehemalige Blockstelle                                                                               | 16,9 | Kemna (Anst)                                                                   | Kemna (Anst)                                                                   |
| ehemalige Blockstelle                                                                               | 15,8 | Wuppertal-Rauenthal Erfurt&Söhne (Anst)                                        | Wuppertal-Rauenthal Erfurt&Söhne (Anst)                                        |
| ehemalige Blockstelle                                                                               | 15,8 | Helmstädter (Anst)                                                             | Helmstädter (Anst)                                                             |
| Tunnel                                                                                              |      | Beyenburger Tunnel (60 m)                                                      | Beyenburger Tunnel (60 m)                                                      |
| ehemaliger Bahnhof                                                                                  | 14,4 | Wuppertal-Beyenburg                                                            | Wuppertal-Beyenburg                                                            |
| ehemalige Blockstelle                                                                               | 12,8 | Hindrichs-Auffermann AG (Anst)                                                 | Hindrichs-Auffermann AG (Anst)                                                 |
| ehemaliger Haltepunkt / Haltestelle                                                                 | 12,6 | Radevormwald-Remlingrade                                                       | Radevormwald-Remlingrade                                                       |
| ehemaliger Bahnhof                                                                                  | 9,3  | Radevormwald-Dahlerau                                                          | Radevormwald-Dahlerau                                                          |
| ehemaliger Bahnhof                                                                                  | 7,9  | Radevormwald-Dahlhausen                                                        | Radevormwald-Dahlhausen                                                        |
| ehemaliger Haltepunkt / Haltestelle                                                                 | 6,2  | Radevormwald-Wilhelmsthal                                                      | Radevormwald-Wilhelmsthal                                                      |
| ehemaliger Haltepunkt / Haltestelle                                                                 | 6,1  | Wilhelmsthaler Papierfabrik (Anst)                                             | Wilhelmsthaler Papierfabrik (Anst)                                             |
| |      |                                                                                |                                                                                |
| | 6,0  | Radevormwald-Krebsöge Wupper- talsperre (Bft) (bis hier Gleise noch vorhanden) | Radevormwald-Krebsöge Wupper- talsperre (Bft) (bis hier Gleise noch vorhanden) |
| |      |                                                                                |                                                                                |
| Bahnhof (Strecke außer Betrieb)                                                                     | 5,4  | Krebsöge jetzt Staudamm Wuppertalsperre                                        | Krebsöge jetzt Staudamm Wuppertalsperre                                        |
| Abzweig geradeaus und nach links (Strecke außer Betrieb)                                            |      | ehem. Strecke nach Anschlag (siehe unten)                                      | ehem. Strecke nach Anschlag (siehe unten)                                      |
| Bahnhof (Strecke außer Betrieb)                                                                     | 4,0  | Wassermühle                                                                    | Wassermühle                                                                    |
| Strecke nach halblinks und von rechts · Verschwenkung nach links (Strecke außer Betrieb)            |      | Strecke von Wuppertal-Oberbarmen                                               | Strecke von Wuppertal-Oberbarmen                                               |
| S-Bahnhof · Strecke (außer Betrieb)                                                                 | 0,0  | Remscheid-Lennep                                                               | Remscheid-Lennep                                                               |
| Abzweig ehemals geradeaus, nach rechts und ehemals nach links · Strecke nach rechts (außer Betrieb) |      | nach Remscheid-Hasten                                                          | nach Remscheid-Hasten                                                          |
| Strecke (außer Betrieb)                                                                             |      | nach Opladen                                                                   | nach Opladen                                                                   |

|                                                           |      | Strecke von Wuppertal-Rauenthal (siehe oben)     |                                                  |
| Bahnhof (Strecke außer Betrieb)                           | 0,0  | Krebsöge jetzt Staudamm Wuppertalsperre          | Krebsöge jetzt Staudamm Wuppertalsperre          |
| Abzweig geradeaus und nach rechts (Strecke außer Betrieb) |      | ehem. Strecke nach Remscheid-Lennep (siehe oben) | ehem. Strecke nach Remscheid-Lennep (siehe oben) |
| Bahnhof (Strecke außer Betrieb)                           | 2,4  | Kräwinklerbrücke abgetragen für Wuppertalsperre  | Kräwinklerbrücke abgetragen für Wuppertalsperre  |
| Haltepunkt / Haltestelle (Strecke außer Betrieb)          | 5,1  | Heide                                            | Heide                                            |
| Haltepunkt / Haltestelle (Strecke außer Betrieb)          | 6,5  | Bergerhof                                        | Bergerhof                                        |
| Blockstelle (Strecke außer Betrieb)                       | 6,6  | Schulte & Söhne (Anst)                           | Schulte & Söhne (Anst)                           |
| Haltepunkt / Haltestelle (Strecke außer Betrieb)          | 7,5  | Radevormwald Am Kreuz                            | Radevormwald Am Kreuz                            |
| Bahnhof (Strecke außer Betrieb)                           | 8,4  | Radevormwald                                     | Radevormwald                                     |
| Blockstelle (Strecke außer Betrieb)                       | 9,0  | Eisen- u Metallgußwerk Radevormwald (Anst)       | Eisen- u Metallgußwerk Radevormwald (Anst)       |
| Bahnhof (Strecke außer Betrieb)                           | 11,3 | Hahnenberg                                       | Hahnenberg                                       |
| Bahnhof (Strecke außer Betrieb)                           | 14,6 | Schwenke                                         | Schwenke                                         |
| Abzweig geradeaus und von rechts (Strecke außer Betrieb)  |      | von Wipperfürth (siehe unten)                    | von Wipperfürth (siehe unten)                    |
| Bahnhof (Strecke außer Betrieb)                           | 18,8 | Anschlag                                         | Anschlag                                         |
| Strecke (außer Betrieb)                                   |      | nach Oberbrügge (siehe unten)                    | nach Oberbrügge (siehe unten)                    |

| Strecke                                                                      |      | Volmetalbahn von Hagen                      | Volmetalbahn von Hagen                      |
| Haltepunkt / Haltestelle                                                     |      | Halver-Oberbrügge                           | Halver-Oberbrügge                           |
| Abzweig geradeaus und nach links                                             |      | Volmetalbahn nach Gummersbach-Dieringhausen | Volmetalbahn nach Gummersbach-Dieringhausen |
| Kopfbahnhof Streckenanfang (Strecke außer Betrieb) · Strecke                 | 0,0  | Oberbrügge (alter Bf)                       | Oberbrügge (alter Bf)                       |
| Verschwenkung nach links (Strecke außer Betrieb) · Verschwenkung nach rechts | 0,3  | Oberbrügge (Awanst)                         | Oberbrügge (Awanst)                         |
| ehemaliger Bahnhof                                                           | 2,5  | Vollme-Ehringhausen                         | Vollme-Ehringhausen                         |
| Tunnel                                                                       |      | Stichter Tunnel (304 m)                     | Stichter Tunnel (304 m)                     |
| ehemaliger Bahnhof                                                           | 6,5  | Halver                                      | Halver                                      |
|                                                                              | 7,2  | (bis hier Gleise noch vorhanden)            | (bis hier Gleise noch vorhanden)            |
| Bahnhof (Strecke außer Betrieb)                                              | 9,4  | Anschlag                                    | Anschlag                                    |
| Abzweig geradeaus und nach rechts (Strecke außer Betrieb)                    |      | ehem. Strecke nach Krebsöge (siehe oben)    | ehem. Strecke nach Krebsöge (siehe oben)    |
| Bahnhof (Strecke außer Betrieb)                                              | 12,6 | Kupferberg (Rheinl)                         | Kupferberg (Rheinl)                         |
| Bahnhof (Strecke außer Betrieb)                                              | 15,2 | Wasserfuhr                                  | Wasserfuhr                                  |
| Abzweig geradeaus und von links (Strecke außer Betrieb)                      |      | Wippertalbahn von Marienheide               | Wippertalbahn von Marienheide               |
| Bahnhof (Strecke außer Betrieb)                                              | 19,2 | Wipperfürth                                 | Wipperfürth                                 |
| Strecke (außer Betrieb)                                                      |      | Wippertalbahn nach Bergisch Born            | Wippertalbahn nach Bergisch Born            |
|                                                                              |      |                                             |                                             |
| Quellen:                                                                     |      |                                             |                                             |

Die Wuppertalbahn, auch kurz Wupperbahn genannt, ist eine historische Eisenbahnstrecke von Wuppertal-Oberbarmen (früher: Barmen-Rittershausen) über Radevormwald, die Keilbahnhöfe Krebsöge und Anschlag sowie Halver nach Oberbrügge mit einer Gesamtlänge von rund 43 Kilometern. Die ursprüngliche Stammstrecke ab Krebsöge nach Remscheid-Lennep wurde zur Zweigstrecke, eine zweite Zweigstrecke verband Anschlag mit Wipperfürth an der Wippertalbahn.
Die Wuppertalbahn wurde von der Deutschen Bundesbahn zuletzt als Kursbuchstrecke 403 geführt. Auf der Wuppertalbahn ereignete sich am 27. Mai 1971 mit dem Zugunglück von Dahlerau das schwerste Eisenbahnunglück in der Geschichte der Deutschen Bundesbahn.
In der zweiten Hälfte des 20. Jahrhunderts wurden nach und nach Abschnitte der Strecke stillgelegt und überbaut. Seit 2025 wird die Strecke zwischen Wuppertal-Rauental und Wuppertal-Beyenburg mit historischen Zügen wieder befahren, zudem gibt es zwischen Oberbrügge und Halver (Schleifkottenbahn) touristischen Draisinenverkehr. Darüber hinaus nutzen zwei private Bahnunternehmen vereinzelte Streckenabschnitte.

## Geschichte

### Planungen und Bau
Die Wuppertalbahn wurde am 1. Februar 1886 eröffnet, als der erste Streckenabschnitt vom Eisenbahnknotenpunkt Lennep mit seinen Anschlüssen von Köln, Barmen-Elberfeld, Solingen und Gummersbach nach Krebsöge in Betrieb ging. Er wurde am 1. Dezember des gleichen Jahres bis Dahlerau verlängert. Grund für den Bau waren die gestiegenen Anforderungen an eine brauchbare Transportinfrastruktur der aufkeimenden Industrie an der Wupper (siehe Wupperortschaften). Um die drohende Standortverlagerung zu vermeiden, wurde auf Druck der ansässigen Fabrikanten und Gemeinden in Form von etlichen Eingaben von der preußischen Regierung vom 21. Mai 1883 per Gesetz der Bau dieser Eisenbahnstrecke beschlossen.
Knapp zwei Jahre später wurde die Strecke bis Barmen-Rittershausen (heute: Wuppertal-Oberbarmen) verlängert, wo nun Anschluss an die Wuppertaler Hauptstrecke der Bergisch-Märkischen Eisenbahn-Gesellschaft bestand. Ein weiteres Jahr später wurde der Streckenabschnitt Krebsöge–Radevormwald eröffnet. Damit war eine der landschaftlich reizvollsten Strecken der Region geschaffen, die von der Talsohle des Tales der Wupper bei 180 Meter auf 360 Meter in Radevormwald anstieg und mit einem Wechsel von Hanglagen, tiefen Einschnitten und Brücken auf den Reisenden einen gebirgsbahnartigen Eindruck machte.
Das Reststück bis Oberbrügge wurde am 1. Juli 1910 gleichzeitig mit der Strecke Anschlag–Wipperfürth eröffnet. Weitere Bahnbaupläne wurden durch den Ersten Weltkrieg nicht mehr umgesetzt. Weit gediehen waren die Pläne, von Radevormwald über Ennepetal-Altenvoerde direkt nach Hagen zu fahren und auch von Wipperfürth Richtung Köln wurde ein Bahnbau diskutiert, der eine Eisenbahnverbindung Lüdenscheid–Anschlag–Köln ermöglicht hätte. Für den Bau der Ennepetalsperre wurde von Radevormwald eine Feldbahn eingesetzt.

### Stilllegungen
Nach dem Zweiten Weltkrieg musste die Wupperbrücke in Dahlerau wieder aufgebaut werden. Als erstes wurde 1956 der Streckenabschnitt Lennep–Krebsöge (im Volksmund Krebsöger Blitz genannt) stillgelegt. Er hatte mit dem Aufkommen des Omnibus-Verkehrs an Bedeutung verloren. Eine Zugdirektverbindung erforderte ein Umsetzen in Krebsöge und war deutlich länger als die Buslinie auf der Bundesstraße 229. Hinzu kommt, dass der Krebsöger Blitz ein längeres Stück parallel zur Bundesstraße 229 verlief und so deren Ausbau behindert hätte. Der damals noch für die Industrie wichtige Güterzugverkehr konnte ohne Probleme über Wuppertal erfolgen. Wie auf vielen Nebenbahnen wurde der Zugverkehr auf der Wuppertalbahn nach deren Einführung überwiegend mit Schienenbussen durchgeführt. Schon Mitte der 1960er Jahre wurde das Mittelstück zwischen Radevormwald und Halver stillgelegt und damit die direkte Verbindung zwischen dem Bergischen Land und dem märkischen Sauerland eingestellt. Kurz vor der Stilllegung sorgte jedoch ein strenger Winter auf der Bundesstraße 229 von Radevormwald nach Halver für derartige Frostschäden, dass kurzfristig der hier schon dominierende Bahnbusverkehr (1963: 15 Buspaare, ein Zugpaar) durch Züge ersetzt werden musste.
1971 ereignete sich bei Dahlerau das Zugunglück von Radevormwald.
Kurz vor Aufnahme der Geschäftstätigkeit des Verkehrsverbundes Rhein-Ruhr (VRR) am 1. Januar 1980 wurden der seit 1976 noch mit einem Zugpaar befahrene Teil der Wuppertalbahn 1979 wie auch zahlreiche andere Nebenbahnen (darunter in der Region: Wuppertal–Hattingen, Gevelsberg–Witten) stillgelegt. Die Deutsche Bundesbahn begründete das mit dem Bestandsschutz, den sie mit Aufnahme des Geschäftsbetriebes des VRR für bestehende Strecken abzugeben hatte, und trennte sich zuvor von angeblich unrentablen Verbindungen.
Ab dem Jahr 1982 wurde zwischen Krebsöge und Kräwinkel die Wuppertalsperre gebaut; die Bahnhöfe Krebsöge und Kräwinklerbrücke versanken im Wasser. Alternativstreckenführungen, wie bereits 1964 am Biggesee verwirklicht, wurden diskutiert, aber nicht umgesetzt. Als der Bau der Wuppertalsperre schon im Gange war, wurden auch die Gleise von Radevormwald nach Halver demontiert, so dass mit der Einstellung des Güterverkehrs 1980 und dem Abbau der Gleise bis Wilhelmsthal die Stadt den direkten Bahnanschluss verlor. Südlich der Rader Innenstadt wurde auf der Bahntrasse eine Umgehungsstraße gebaut.
Die DB stellte den Güterverkehr auf dem Abschnitt Oberbrügge–Halver 1995 ein.
Bis Ende der 1990er Jahre wurden die Produkte der Papier- und Tapetenfabrik Erfurt zwischen Wuppertal-Laaken und Wuppertal-Beyenburg mit Güterzügen versandt. Ein Abrutschen des Bahndamms machte 1999 aber die nur wenige Jahre zuvor auch mit Hilfe von Zuschüssen komplett erneuerte Strecke unpassierbar. Obwohl der Schaden nur wenige Meter betraf, fand sich keine Finanzierung zur Reparatur, und so musste auch dieser Güterverkehr eingestellt werden.

### Erhalt seit den 1990er Jahren

#### Rauental–Wilhelmstal
Im Radevormwalder Stadtteil Dahlhausen im Tal der Wupper wurde der Bahnhof Radevormwald-Dahlhausen zur Heimat des Förderverein Wupperschiene. Der Verein gründete sich 1989, um die Stichstrecke nach Wilhelmsthal für den Bahnverkehr zu erhalten.
Nachdem der Förderverein zusammen mit dem Bergischen Ring Ende Dezember 2012 den Wuppertaler Abschnitt Beyenburg – Rauental gekauft hatte, übernahm die Rhein-Sieg-Eisenbahn (RSE), die seit dem 23. November 2009 das für den Streckenabschnitt Krebsöge – Beyenburg verantwortliche Eisenbahninfrastrukturunternehmen war, im Oktober 2013 den Betrieb auch hierfür.
Der Abschnitt zwischen Beyenburg und Wilhelmstal vor Krebsöge wurde im Sommer als Wuppertrail mit Fahrraddraisinen befahren. Die Fischbauchbrücke über die Wupper in Beyenburg sowie weitere Brücken und Bauwerke wurden vom Förderverein Wupperschiene e. V. instand gesetzt. So wurde 2018 auch die abgerutschte Böschung zwischen Beyenburg und Laaken saniert.
2020 wurden Ideen einer Reaktivierung der Wuppertalbahn zwischen Wuppertal und Radevormwald für den SPNV bekannt, für die Mittel der Regionale 2025, die im Bergischen Rheinland stattfindet, hätten möglicherweise genutzt werden können. Eine dem entsprechende Machbarkeitsstudie für den Abschnitt von Wuppertal-Oberbarmen bis zur Wuppersperre, die im März 2023 vorgelegt wurde, kam jedoch zu einem negativen Ergebnis.
Im Frühling 2023 gab es erstmals seit der Einstellung des Zugverkehrs im Jahre 1999 wieder einige Bedarfsverkehre, von denen einer bis zum Bahnhof Dahlhausen führte und als erster Praxistest der gelungenen Ertüchtigung der Strecke gewertet werden darf. Im Sommer 2023 beschloss der Verein, ein eigenes Infrastrukturunternehmen zu gründen. Die Wuppertalbahn EIV gGmbH übernahm am 16. April 2024 die gesamte Strecke von der RSE. Der Verein strebt regulären touristischen Verkehr auf der gesamten Strecke an.

#### Halver–Oberbrügge
Der Abschnitt zwischen Halver und Oberbrügge wurde durch die Schleifkottenbahn GmbH reaktiviert. Zunächst waren neue Formen des Güterverkehrs beabsichtigt. Als sich dies wegen fehlender Fördermittel zerschlug, wurde erwogen, einen Wander- und Radweg auf dem Abschnitt einzurichten, seit 2015 wird stattdessen auch dort eine Draisinenbahn betrieben.
Der Zweckverband Nahverkehr Westfalen-Lippe lässt derzeit eine Machbarkeitsstudie zur Reaktivierung der Bahnstrecke zwischen Halver und Oberbrügge erstellen, dessen Ergebnisse in der ersten Jahreshälfte 2025 erwartet werden.

## Heutige Situation
Weite Teile der Strecke sind heute entwidmet und teilweise überbaut. Von der ehemaligen Haltestelle „Am Kreuz“ in Radevormwald verläuft heute bis hinab zur Wuppertalsperre bei Kräwinkel ein Radweg auf der sogenannten Bergerhofer Bahntrasse.
In Betrieb sind die verbliebenen Stichstrecken Halver–Oberbrügge und Rauenthal–Wilhelmsthal der privaten Eisenbahninfrastrukturunternehmen Schleifkottenbahn und Wuppertalbahn EIV gGmbH. Auf der Schleifkottenbahn findet Draisinenverkehr statt, auf der Wuppertalbahn gibt es keinen regulären Verkehr. 
Dort wurde die Strecke zwischen Wuppertal-Rauental und Wuppertal-Beyenburg nach jahrelanger Sanierung im Februar 2025 für den Freizeit- und Touristikbetrieb mit historischen Fahrzeugen, unter anderem einem Rheingold-Buckelspeisewagen von 1962, wiedereröffnet. Am 8. und 9. Februar 2025 fanden die ersten öffentlichen Museumsfahrten statt, an denen über 2300 Fahrgäste teilnahmen. Mittelfristig ist ein Betrieb bis nach Radevormwald-Wilhelmstal geplant. Als Betreiber fungiert die Wuppertalbahn GmbH.
Der seit 2008 angebotene Draisinenverkehr des Betreibers Wuppertrail auf der 8,5 Kilometer langen Strecke zwischen Beyenburg und Wilhelmstal musste zum Ende der Saison 2023 eingestellt werden. Ob bzw. wann er wieder aufgenommen werden kann, bleibt bis auf weiteres ungewiss.

## Zeitspiegel

### Eröffnungen
Am 1. Februar 1886 erfolgte die Eröffnung des Streckenabschnitts Lennep – Krebsöge, am 1. Dezember 1886 die Eröffnung des Streckenabschnitts Krebsöge – Dahlerau und am 1. November 1888 die Eröffnung des Abschnitts Dahlerau – Beyenburg. Genau ein Jahr später folgte die Eröffnung des Abschnitts Dahlerau – Radevormwald, am 3. Februar 1890 die Eröffnung des Abschnitts Beyenburg – Oberbarmen (Rittershausen). Der für längere Zeit letzte Anlass zum Feiern war am 1. Juli 1910 die Eröffnung des Abschnitts Oberbrügge – Anschlag – Wipperfürth sowie der in Anschlag abzweigenden Strecke nach Radevormwald.
Ende 2000 kam es zur Genehmigung des Landes NRW für den Betrieb des Eisenbahnverkehrsunternehmens Schleifkottenbahn GmbH und den Ankauf des Streckenabschnitts Halver – Oberbrügge durch das Unternehmen. 2009 nahm die RSE den Betrieb zwischen Krebsöge und Beyenburg formal wieder auf.

### Stilllegungen
| Datum              | Stilllegung                                                                         |
| ------------------ | ----------------------------------------------------------------------------------- |
| 21. November 1956  | Einstellung des Personen- und Güterverkehrs zwischen Lennep und Krebsöge            |
| 29. Juni 1960      | Einstellung des Personen- und Güterverkehrs zwischen Wipperfürth und Anschlag       |
| 30. Mai 1964       | Einstellung des Personenverkehrs zwischen Radevormwald und Anschlag                 |
| 29. September 1968 | Einstellung des Güterverkehrs zwischen Radevormwald und Halver                      |
| 28. Mai 1976       | Einstellung des Personenverkehrs zwischen Krebsöge und Radevormwald                 |
| 28. Dezember 1979  | Einstellung des Personenverkehrs zwischen Wuppertal-Oberbarmen und Krebsöge         |
| 1980               | Einstellung des Güterverkehrs von Dahlhausen nach Radevormwald                      |
| 1982               | Demontage der Gleise von Radevormwald bis Wilhelmsthal                              |
| 1989               | Einstellung des Güterverkehrs zwischen Wilhelmstal und Remlingrade                  |
| 1993               | Einstellung des Güterverkehrs zwischen Remlingrade und Beyenburg                    |
| 31. Juli 1995      | Einstellung des Güterverkehrs zwischen Halver und Oberbrügge                        |
| 4. Januar 1999     | Einstellung des Güterverkehrs zwischen Wuppertal-Beyenburg und Wuppertal-Langerfeld |

## Bildergalerie

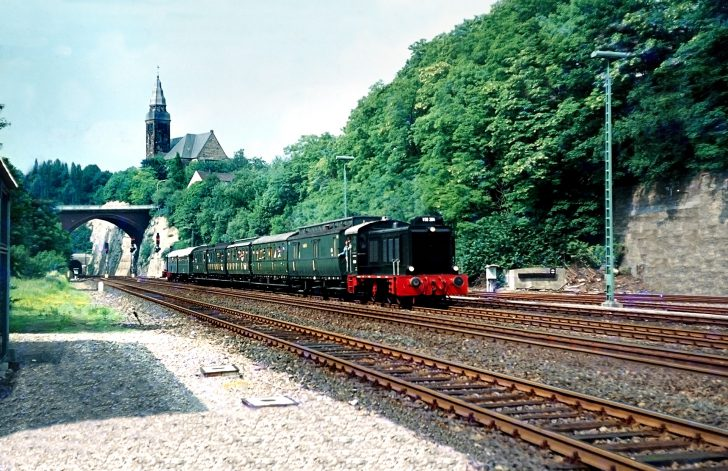
Wuppertal-Rauenthal
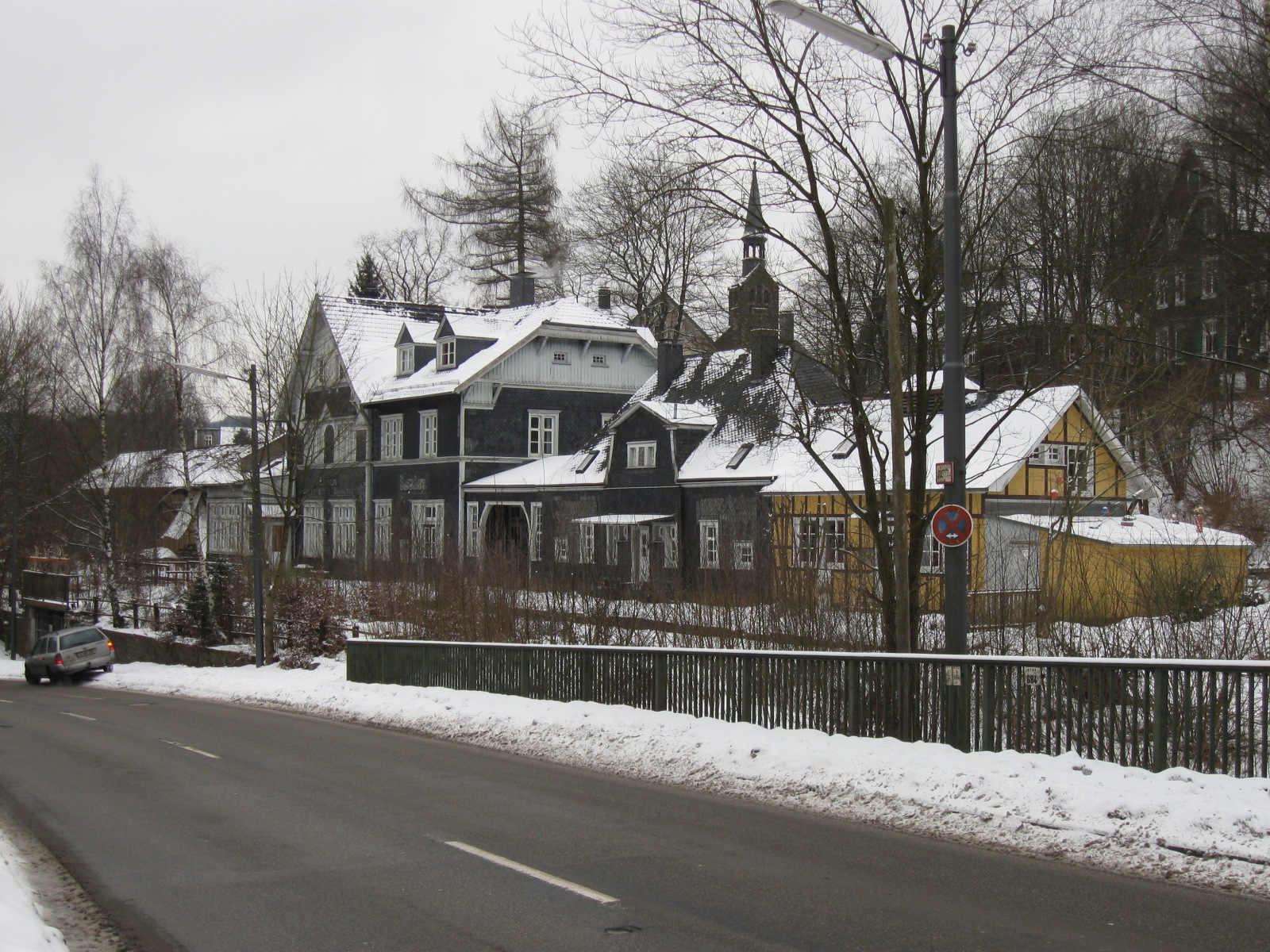
Bahnhof Wuppertal-Beyenburg
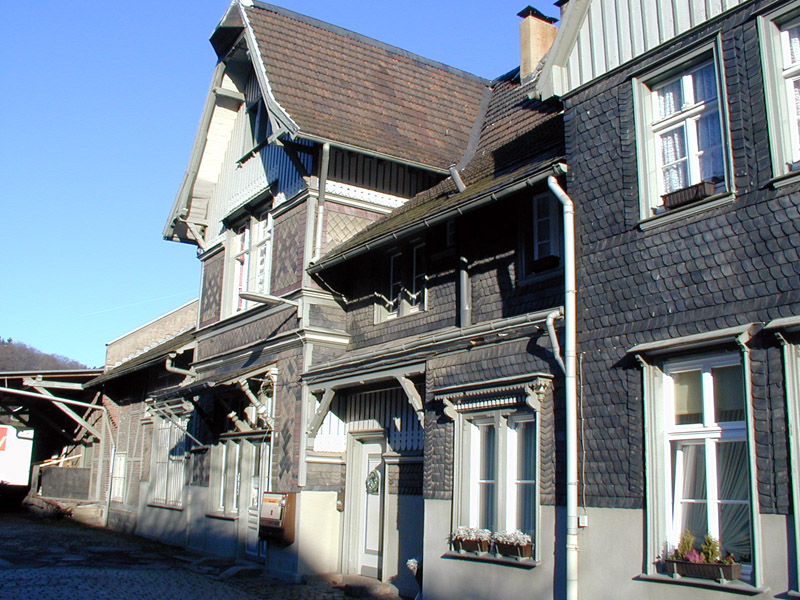
Bahnhof Dahlhausen (Wupper), Radevormwald
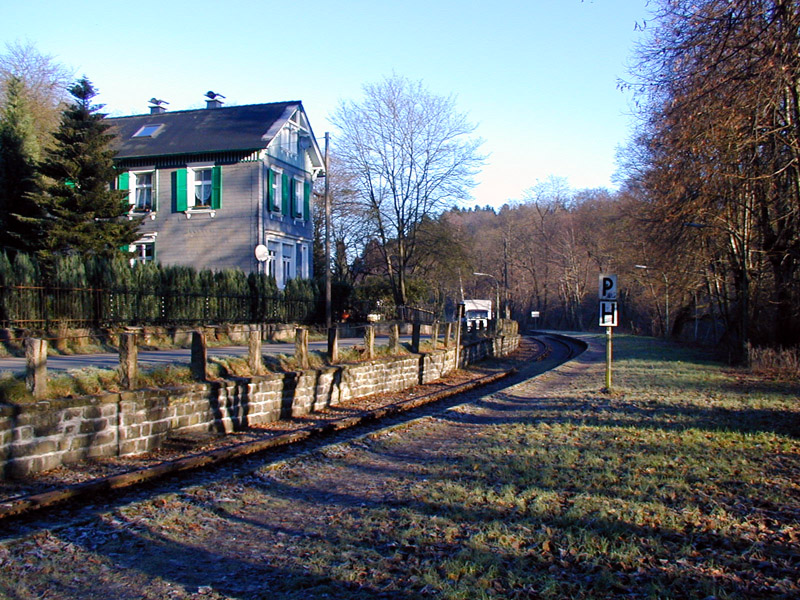
Haltepunkt Wilhelmstal, Radevormwald
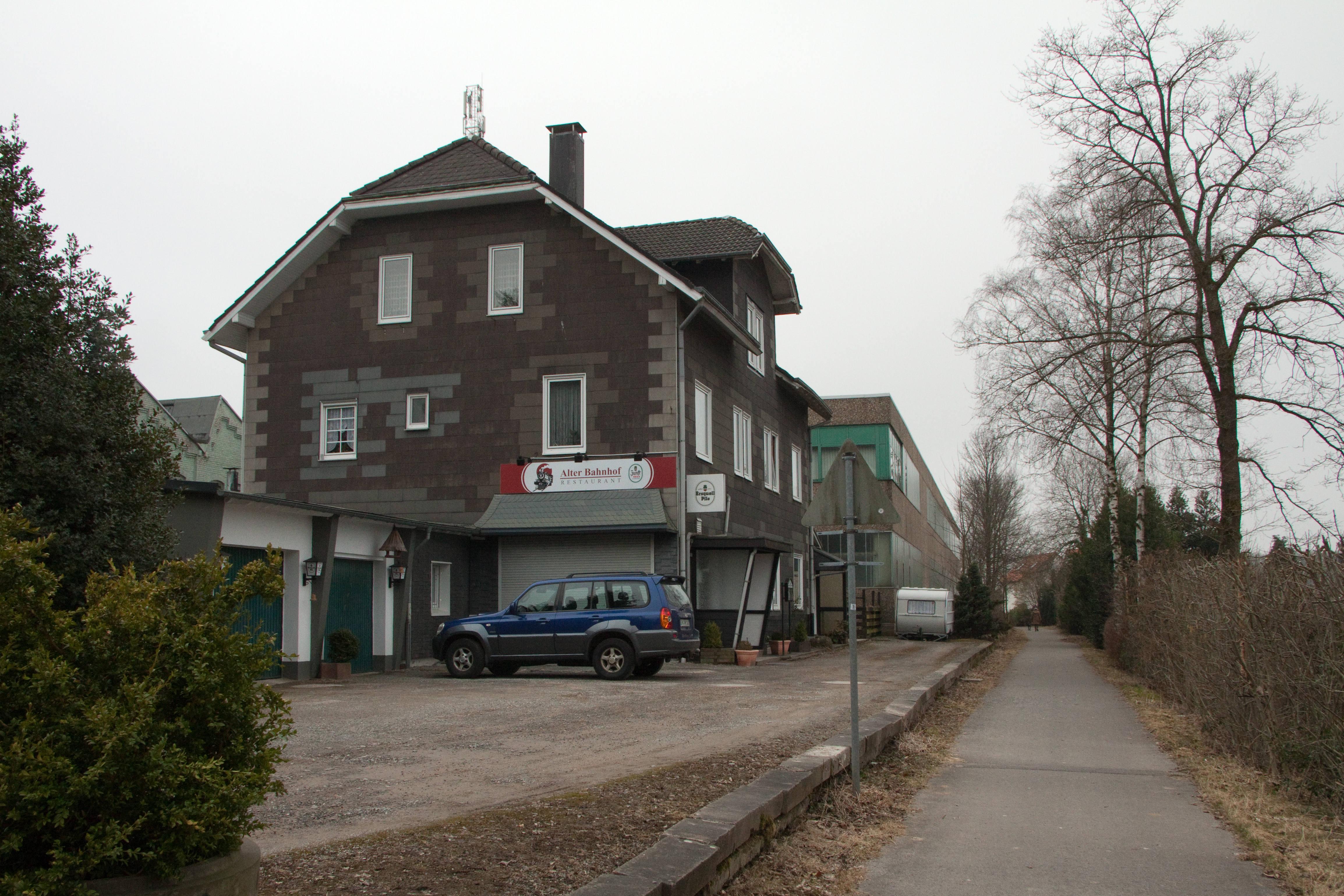
Bahnhof Bergerhof, Radevormwald, im Jahr 2011, noch zu erkennen sind die ehemalige Bahnsteigkante und der Streckenverlauf
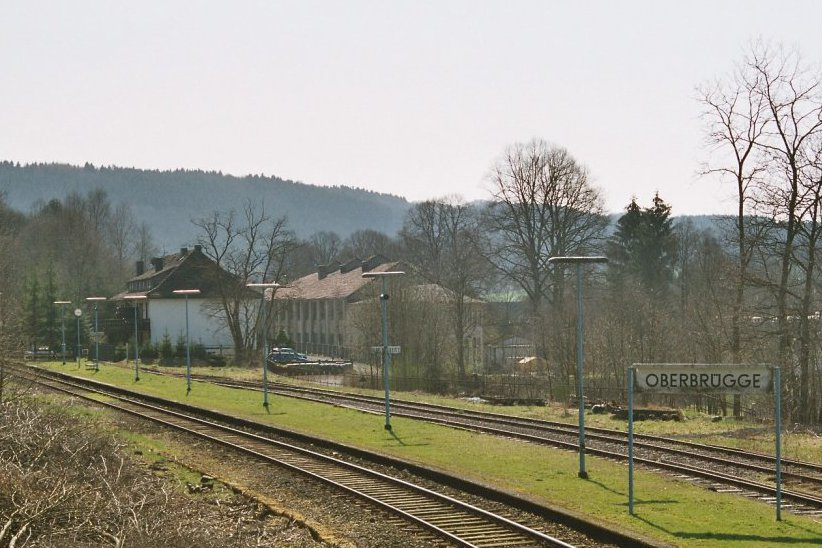
Der Bahnhof Oberbrügge vor der Reaktivierung als Haltepunkt an der Volmetalbahn
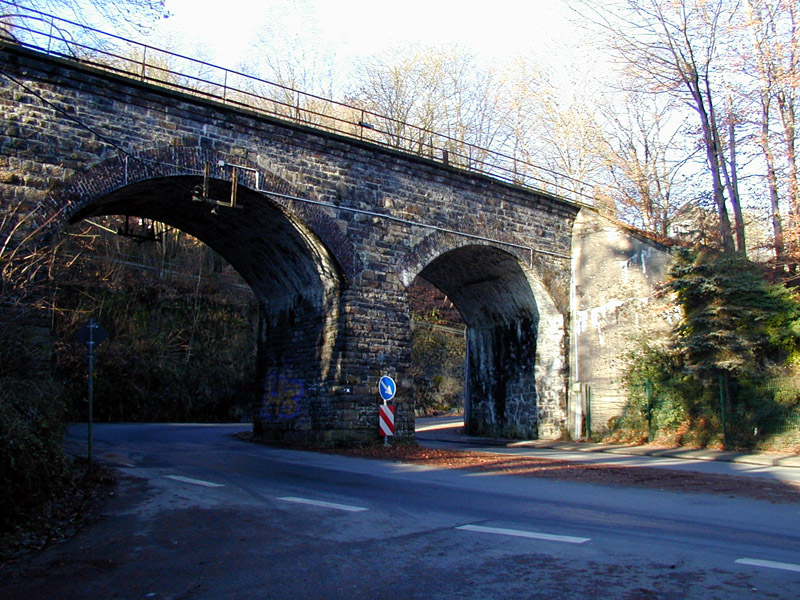
Viadukt in Dahlhausen, Radevormwald
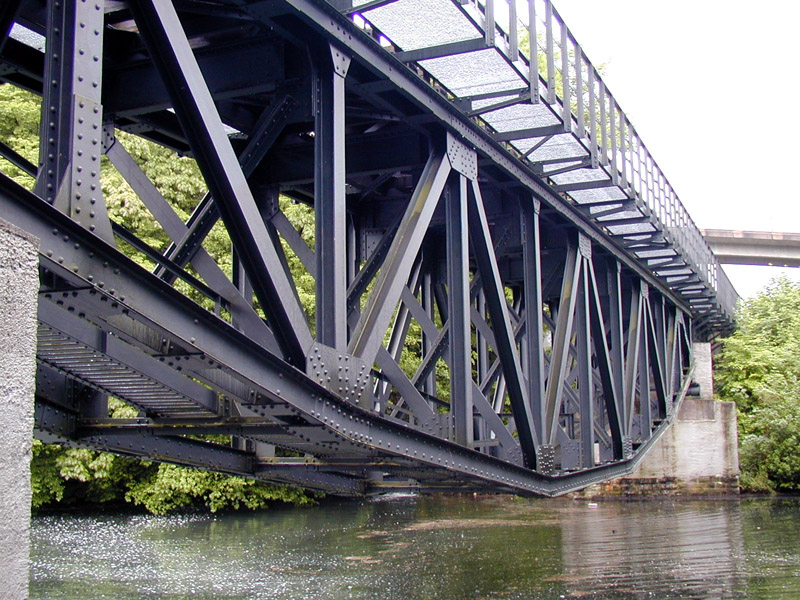
Restaurierte „Fischbauchbrücke“ über die Wupper in Wuppertal-Beyenburg